# Тембр
Те́мбр (фр. timbre — колокольчик, метка, отличительный знак) — (обертоновая) окраска звука; одна из специфических характеристик музыкального звука (наряду с его высотой, громкостью и длительностью).
По тембру отличают звуки одинаковой высоты и громкости, но исполненные на различных инструментах, разными голосами, или же на одном инструменте, но разными способами, штрихами и т.п.
Тембр того или иного музыкального инструмента определяется материалом, формой, конструкцией и условиями колебания его вибратора, различными свойствами его резонатора, а также акустикой того помещения, в котором данный инструмент звучит. В формировании тембра каждого конкретного звука ключевое значение имеют его обертоны и их соотношение по высоте и громкости, шумовые призвуки, параметры атаки (начального импульса звукоизвлечения), форманты, характеристики вибрато и другие факторы.
При восприятии тембров обычно возникают различные ассоциации: тембральную специфику звука сравнивают с органолептическими ощущениями от тех или иных предметов и явлений, например, звуки называют яркими, блестящими, матовыми, тёплыми, холодными, глубокими, полными, резкими, насыщенными, сочными, металлическими, стеклянными; применяются и слуховые определения (например, звонкие, глухие, шумные).
В строго научном отношении обоснованная типология тембра ещё не сложилась. Установлено, что тембровый слух имеет зонную природу.
Тембр используется как важное средство музыкальной выразительности: при помощи тембра можно выделить тот или иной компонент музыкального целого, усилить или ослабить контрасты; изменение тембров — один из элементов музыкальной драматургии.
В музыке XX века возникла тенденция средствами гармонии и фактуры усиливать, подчёркивать тембровую сторону звучания (параллелизмы, кластеры). Особыми областями для использования художественных свойств и выразительных возможностей тембральной палитры являются сонорика и спектральная музыка.
Весьма обширные банки новых (в основном — искусственно синтезированных) тембров созданы сегодня в области электронной музыки.